# جونيرادكوفتسي
جونيرادكوفتسي (بالبلغارية: Горни Радковци)‏ قرية تقع إدارياً ضمن تريافنا في بلغاريا. ويبلغ عدد سكانها 2 نسمة حسب تعداد 15 مارس 2015. تعتمد جونيرادكوفتسي للبريد على الرمز البريدي 5360.